# Demografia de Goiânia

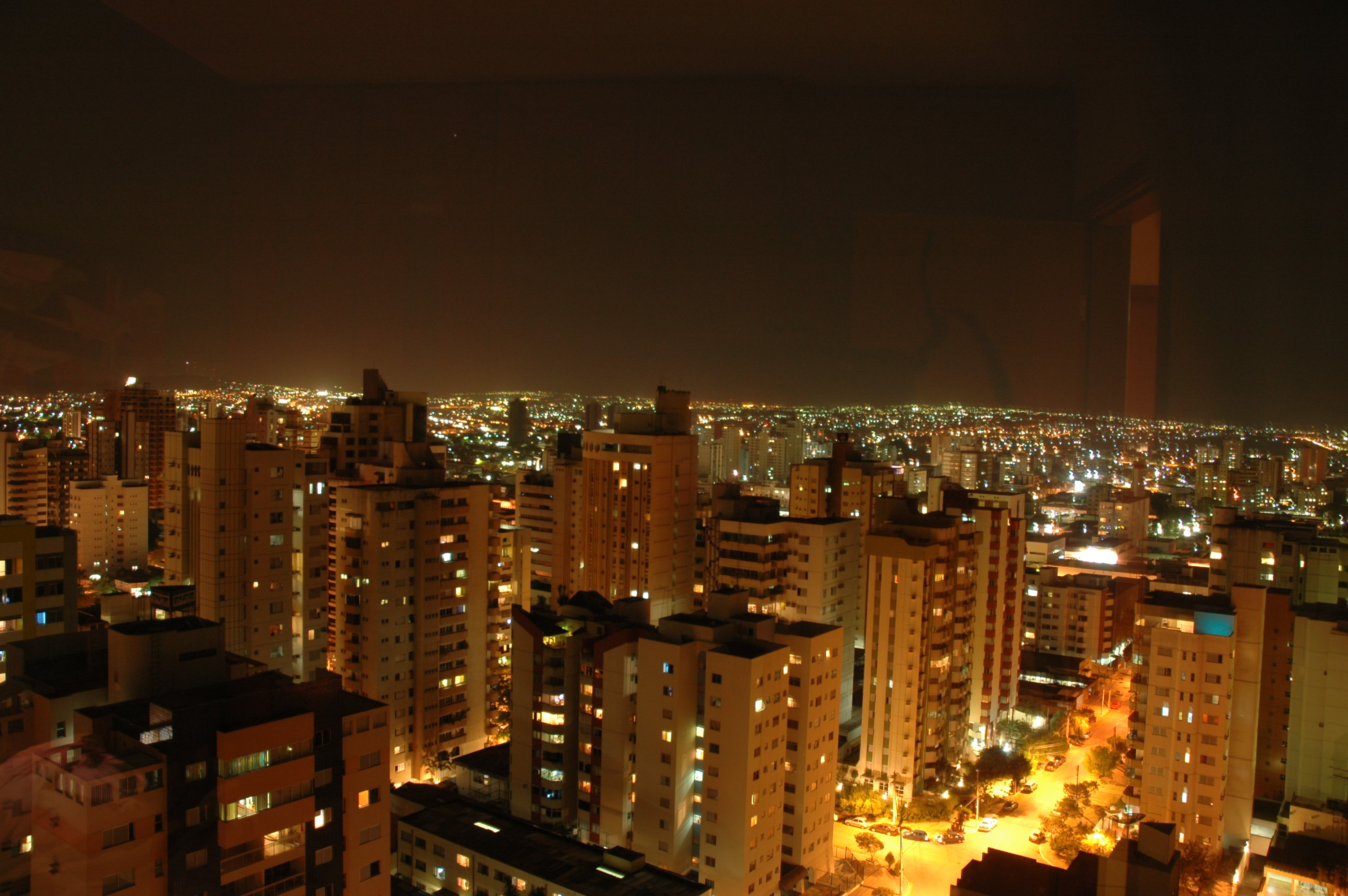
Vista de Goiânia em 2006.

A demografia de Goiânia é um domínio de estudos e conhecimentos sobre as características demográficas do município brasileiro de Goiânia, capital do estado de Goiás. 
Apesar de estar entre as capitais mais novas do Brasil, somente sendo mais velha que Brasília e Palmas, Goiânia atualmente é o décimo município mais populoso do Brasil com 1 536 097 habitantes, atrás de nove capitais. Um dos fatos se deve à grande área do município, que está em expansão e por estar a menos de 210 km da capital federal, fazendo com que durante a história, as duas cidades se desenvolvessem mutuamente. Entretanto, a Região Metropolitana de Goiânia, composta por 20 municípios e uma população estimada em 2 206 134 habitantes, é a décima maior aglomeração urbana do Brasil.

## Etnias

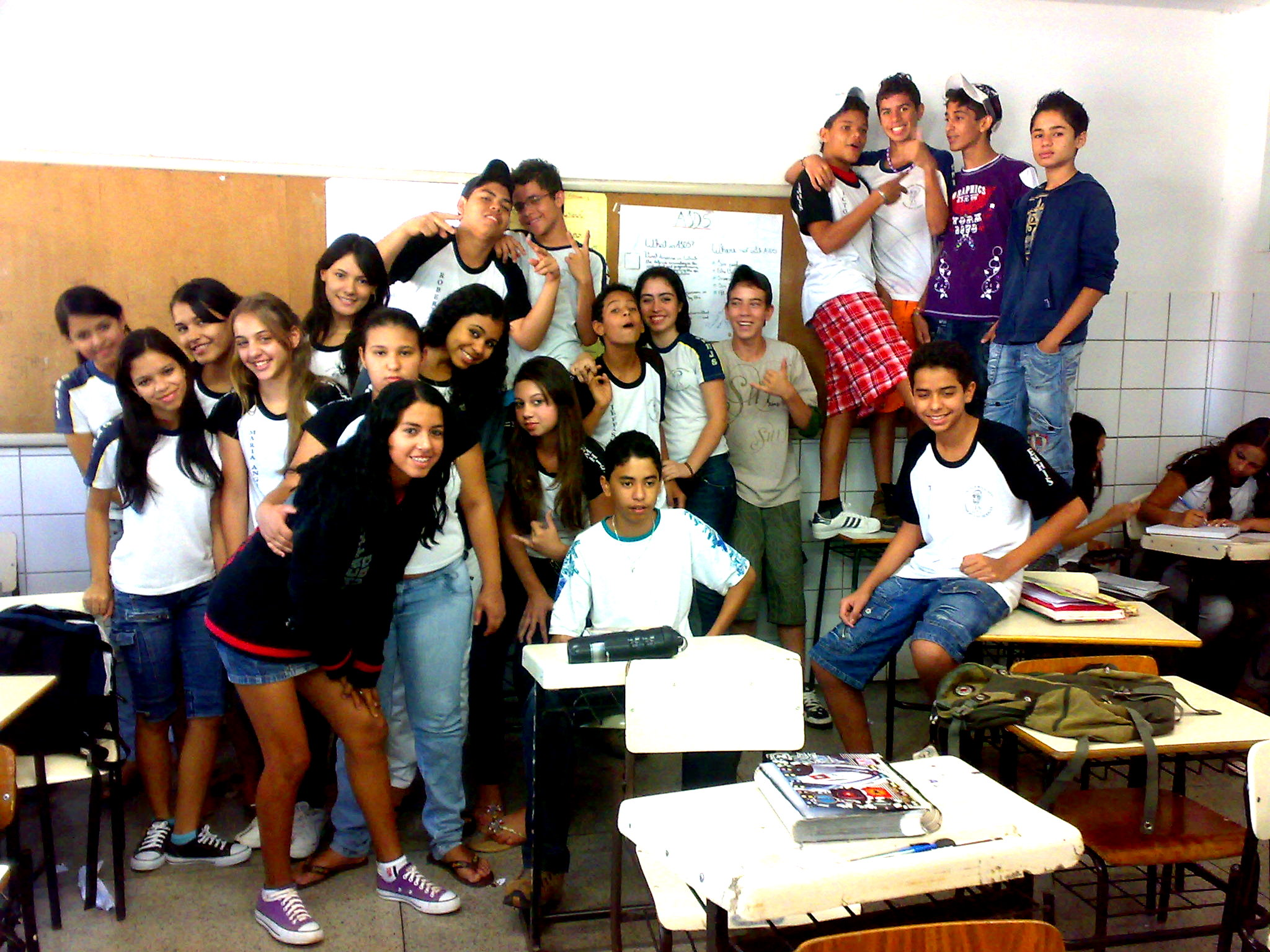
A população goianiense é marcada pela miscigenação étnica. Na imagem, um grupo de estudantes de uma escola pública da cidade.

Goiânia é uma cidade multirracial, fruto de intensa migração. O seu povoamento foi efetuado de forma gradual principalmente por migrantes atraídos do interior goiano, além de outras regiões de outros estados, principalmente do sul e do sudeste. Segundo uma pesquisa feita em 2010, a maior parte dos migrantes são de Minas Gerais, Bahia, Tocantins, Maranhão, São Paulo e Pará.

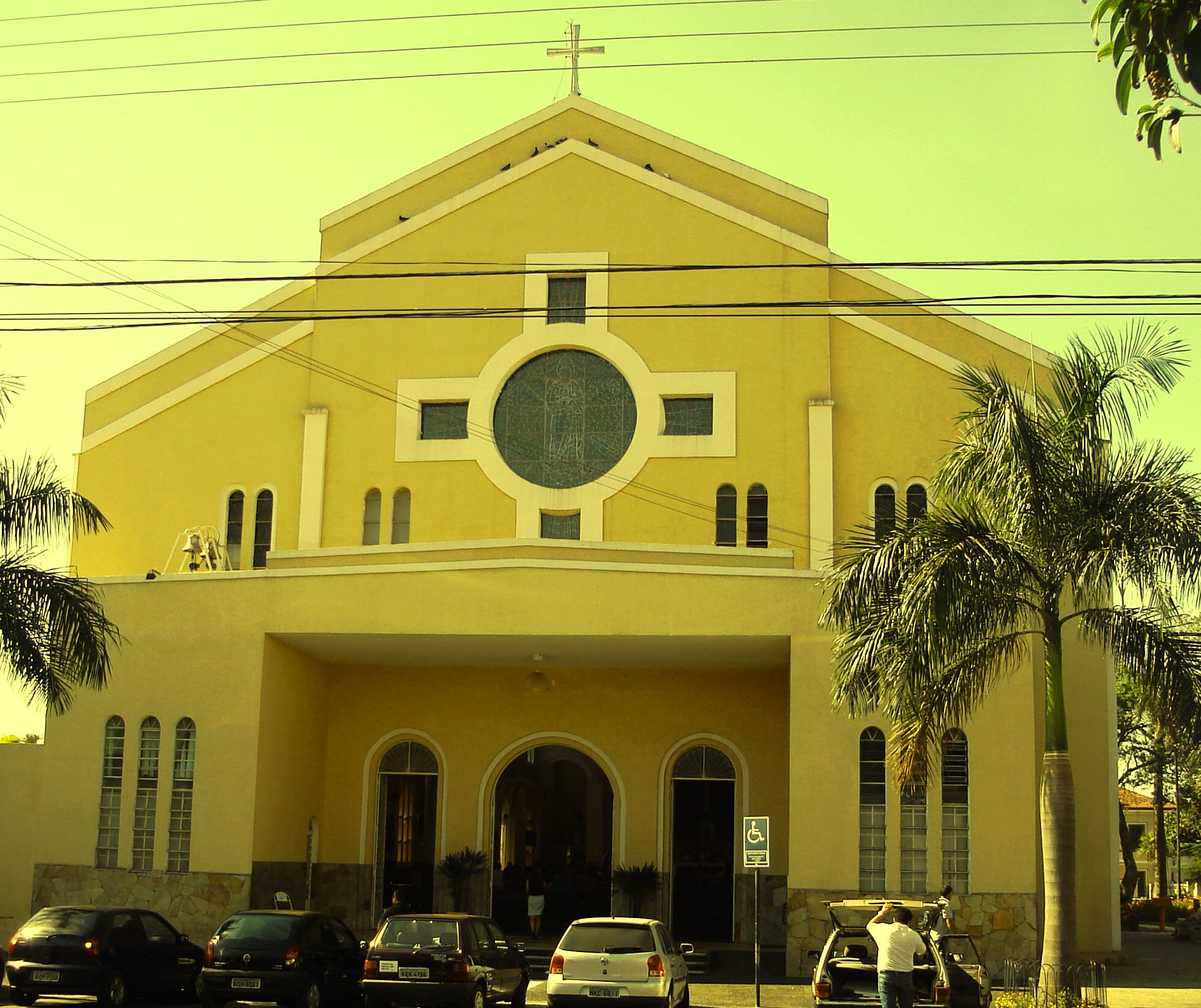
Igreja Matriz de Campinas, localizada no bairro de Campinas.

## Religião
Tal qual a variedade cultural verificável em Goiânia, são diversas as manifestações religiosas presentes na cidade. De acordo com dados de uma estimativa em 2002 da PUC-GO, a população do município é composta majoritariamente por católicos (65,8%), evangélicos (26,3%), espíritas (3,6%) e ateus (0,9%). Também é considerável o número de praticantes de outras religiões (2,3%).